# 武藤将吾
武藤 将吾（むとう しょうご、1977年〈昭和52年〉2月19日 - ）は、日本の脚本家。日本シナリオ作家協会監事。

## 人物
シナリオ作家協会主催のシナリオ講座にて柏原寛司、西岡琢也らに師事した後、2002年に『野球狂の親父』で第15回フジテレビヤングシナリオ大賞佳作受賞。以降、『電車男』や『花ざかりの君たちへ〜イケメン♂パラダイス〜』などのヒットドラマを生み出している。
2017年には、『仮面ライダービルド』で仮面ライダーシリーズに初参加し、前作を担当した高橋悠也に続き、テレビ本編全49話、劇場版、Vシネマ2作品、ファイナルステージの脚本を1人で書き上げた。武藤は子供とともに平成仮面ライダーシリーズを視聴するようになってから同シリーズに興味を持つようになり、テレビ朝日の関係者に「仮面ライダーをやりたい」とアピールしたところ、新シリーズの脚本家を模索していた東映プロデューサーの大森敬仁へ話が伝わり、メインライターを担当するに至ったという。

## 脚本作品

### フジテレビ製作のドラマ

#### 連続ドラマ
- 電車男（2005年）
- 小早川伸木の恋（2006年）
- 花ざかりの君たちへ〜イケメン♂パラダイス〜（2007年）
- シバトラ〜童顔刑事・柴田竹虎〜（2008年）
- セレブと貧乏太郎（2008年）[注釈 1]
- アタシんちの男子（2009年）
- ジョーカー 許されざる捜査官（2010年）
- 家族ゲーム（2013年）
- 若者たち2014（2014年）
- オクラ〜迷宮入り事件捜査〜（2024年）[6]

#### 単発ドラマ
- 電車男 もう一つの最終回スペシャル（2005年）
- 電車男DELUXE 最後の聖戦（2006年）
- 花ざかりの君たちへ〜イケメン♂パラダイス〜卒業式&7と1/2話スペシャル（2008年）
- シバトラ〜童顔刑事!史上最大の危機スペシャル〜（2009年）
- シバトラ〜さらば、童顔刑事スペシャル〜（2010年）
- ジョーカー～許されざる捜査官～ 特別編（2010年）

### 日本テレビ製作のドラマ

#### 連続ドラマ
- 怪盗 山猫（2016年）
- 3年A組-今から皆さんは、人質です-（2019年）
- ニッポンノワール-刑事Yの反乱-（2019年）

### テレビ朝日製作のドラマ

#### 連続ドラマ
- 仮面ライダーシリーズ
  - 仮面ライダーエグゼイド 第44話（2017年） - 『仮面ライダービルド』脚本監修
  - 仮面ライダービルド（2017年 - 2018年）
- 桜の塔（2021年）
- マルス-ゼロの革命-（2024年）

### その他の局製作のドラマ

#### 単発ドラマ
- “くたばれ”坊っちゃん（2016年、NHKBSプレミアム）

### 映画
- クローズZERO（2007年）
- クローズZERO II（2009年）
- シュアリー・サムデイ（2010年）
- テルマエ・ロマエ（2012年）
- さらば あぶない刑事（2016年） - 脚本協力
- 仮面ライダーシリーズ
  - 劇場版 仮面ライダーエグゼイド トゥルー・エンディング（2017年） - 『仮面ライダービルド』脚本監修
  - 仮面ライダー平成ジェネレーションズ FINAL ビルド&エグゼイドwithレジェンドライダー（2017年）[注釈 2]
  - 劇場版 仮面ライダービルド Be The One（2018年）[7]

### オリジナルビデオ
- 仮面ライダーシリーズ
  - てれびくん超バトルDVD 仮面ライダービルド 誕生！クマテレビ!! VS仮面ライダーグリス（2018年） - 脚本監修
  - 仮面ライダービルド 〜ハザードレベルを上げる 7つのベストマッチ〜（2018年） - 脚本監修
  - ROGUE（2018年） - 脚本監修
  - てれびくん超バトルDVD 仮面ライダープライムローグ（2018年）
  - ビルド NEW WORLD（2019年）
    - 仮面ライダークローズ[8]
    - 仮面ライダーグリス[9]

### フル3DCGオリジナルアニメシリーズ
- バイオハザード: インフィニット ダークネス（2021年、Netflix）[注釈 3]

### TVアニメシリーズ
- 鎧真伝サムライトルーパー（2026年）

### 漫画
- クローズZERO（2008年 - 2010年、作画：内藤ケンイチロウ）

### 舞台
- 仮面ライダービルド ファイナルステージ（2018年）